# خيسوس هويرتا
خيسوس هويرتا (بالإسبانية: Jesús Huerta Ramírez)‏ هو مجدف مكسيكي، ولد في 22 يونيو 1980 في مدينة مكسيكو في المكسيك.

## وصلات خارجية
- خيسوس هويرتا على موقع الاتحاد الدولي للتجديف (الإنجليزية)
- خيسوس هويرتا على موقع اللجنة الأولمبية الدولية (الإنجليزية)
- خيسوس هويرتا على موقع أوليمبيديا (الإنجليزية)